# Holme-on-Spalding-Moor

civil parish i East Riding of Yorkshire

Holme upon Spalding Moor är en by och civil parish i East Riding of Yorkshire i Storbritannien. Den ligger i kommunen East Riding of Yorkshire och riksdelen England, i den centrala delen av landet, 260 km norr om huvudstaden London. Orten har 2 374 invånare (2001). Parish har 3 172 invånare (2011). Byn nämndes i Domedagsboken (Domesday Book) år 1086, och kallades då Holme.
Kustklimat råder i trakten. Årsmedeltemperaturen i trakten är 8 °C. Den varmaste månaden är augusti, då medeltemperaturen är 17 °C, och den kallaste är januari, med −1 °C.